# Admiralengracht (schip, 1990)
De Admiralengracht was een vrachtschip van bevrachtingskantoor Spliethoff. De thuishaven van dit schip was Amsterdam. Dit schip heeft twee voorgangers gehad, de Admiralengracht uit 1952 en de Admiralengracht uit 1959.
De Admiralengracht is in 1990 opgeleverd door de Frisian Shipyard te Harlingen, en was het eerste schip uit de zogenaamde Spliethoff A-serie, een serie van twaalf identieke multi-purpose schepen gebouwd op diverse werven in Nederland. Uitgerust met drie 40 tons kranen werden deze schepen door Spliethoff wereldwijd ingezet.
In februari 2017 is het schip naar Rusland verkocht, hernoemd in Sergey Gavrilov, thuishaven Vladivostok.   